# Línea 11 del Metro de Shanghái
La línea 11 es una línea noroeste-sureste de la red del Metro de Shanghái. Desde octubre de 2013, la línea también sirve la ciudad de Kunshan de Suzhou, provincia de Jiangsu. Es el segundo metro interurbano en China después del Metro de Guangfo (entre Cantón y Foshan), y el primero que cruza un límite provincial. Tiene una línea principal y una línea ramal. También conecta Shanghai Disney Resort con el centro de la ciudad.

## Estaciones[2]
| P  | R  | Nombre de la estación Castellano | Nombre de la estación Hanzi | Transbordo     | Distrito  | Ciudad   |
|    |    |                                  |                             |                |           |          |
| ●  | ●  | Disney Resort                    | 迪士尼                      |                | Pudong    | Shanghái |
| ●  | ●  | Autopista Kangxin                | 康新公路                    |                | Pudong    | Shanghái |
| ●  | ●  | Calle Xiuyan                     | 秀沿路                      |                | Pudong    | Shanghái |
| ●  | ●  | Calle Luoshan                    | 罗山路                      |                | Pudong    | Shanghái |
| ●  | ●  | Yuqiao                           | 御桥                        |                | Pudong    | Shanghái |
| ｜ | ｜ | Calle Kang'an                    | 康安路                      |                | Pudong    | Shanghái |
| ●  | ●  | Calle Pusan                      | 浦三路                      |                | Pudong    | Shanghái |
| ●  | ●  | Sanlin Este                      | 三林东                      |                | Pudong    | Shanghái |
| ●  | ●  | Sanlin                           | 三林                        |                | Pudong    | Shanghái |
| ●  | ●  | Centro de Deportes Oriental      | 东方体育中心                |                | Pudong    | Shanghái |
| ●  | ●  | Calle Longyao                    | 龙耀路                      |                | Xuhui     | Shanghái |
| ●  | ●  | Calle Yunjin                     | 云锦路                      |                | Xuhui     | Shanghái |
| ●  | ●  | Longhua                          | 龙华                        |                | Xuhui     | Shanghái |
| ●  | ●  | Centro de Natación de Shanghái   | 上海游泳馆                  |                | Xuhui     | Shanghái |
| ●  | ●  | Xujiahui                         | 徐家汇                      |                | Xuhui     | Shanghái |
| ●  | ●  | Universidad de Jiao Tong         | 交通大学                    |                | Xuhui     | Shanghái |
| ●  | ●  | Calle Jiangsu                    | 江苏路                      |                | Changning | Shanghái |
| ●  | ●  | Calle Longde                     | 隆德路                      |                | Putuo     | Shanghái |
| ●  | ●  | Calle Caoyang                    | 曹杨路                      |                | Putuo     | Shanghái |
| ●  | ●  | Calle Fengqiao                   | 枫桥路                      |                | Putuo     | Shanghái |
| ●  | ●  | Zhenru                           | 真如                        |                | Putuo     | Shanghái |
| ●  | ●  | Estación del Oeste de Shanghái   | 上海西站                    | Shanghái Oeste | Putuo     | Shanghái |
| ●  | ●  | Liziyuan                         | 李子园                      |                | Putuo     | Shanghái |
| ●  | ●  | Calle Qilianshan                 | 祁连山路                    |                | Putuo     | Shanghái |
| ●  | ●  | Calle Wuwei                      | 武威路                      |                | Putuo     | Shanghái |
| ●  | ●  | Taopu Xincun                     | 桃浦新村                    |                | Putuo     | Shanghái |
| ●  | ●  | Nanxiang                         | 南翔                        |                | Jiading   | Shanghái |
| ｜ | ｜ | Calle Chenxiang                  | 陈翔路                      |                | Jiading   | Shanghái |
| ●  | ●  | Malu                             | 马陆                        |                | Jiading   | Shanghái |
| ●  | ●  | Jiading Xincheng                 | 嘉定新城                    |                | Jiading   | Shanghái |
| ●  |    | Calle Baiyin                     | 白银路                      |                | Jiading   | Shanghái |
| ●  |    | Jiading Oeste                    | 嘉定西                      |                | Jiading   | Shanghái |
| ●  |    | Jiading Norte                    | 嘉定北                      |                | Jiading   | Shanghái |
|    | ●  | Circuito de Shanghái             | 上海赛车场                  |                | Jiading   | Shanghái |
|    | ●  | Calle Changji Este               | 昌吉东路                    |                | Jiading   | Shanghái |
|    | ●  | Ciudad de Automóvil de Shanghái  | 上海汽车城                  |                | Jiading   | Shanghái |
|    | ●  | Anting                           | 安亭                        |                | Jiading   | Shanghái |
|    | ●  | Calle Zhaofeng                   | 兆丰路                      |                | Kunshan   | Suzhou   |
|    | ●  | Calle Guangming                  | 光明路                      |                | Kunshan   | Suzhou   |
|    | ●  | Huaqiao                          | 花桥                        |                | Kunshan   | Suzhou   |